# معامل كمبيوتر أطلس
معامل كمبيوتر أطلس في الحرم الجامعي في هارويل أكسفوردشير (Harwell, Oxfordshire)، وشاركه فيها مختبر هارويل، كان أحد مختبرات الكمبيوتر الرئيسية في العالم، والذي كان يعمل بين عامي 1961 و 1975 لتقديم خدمة للعلماء البريطانيين في وقت لم تكن فيه أجهزة الكمبيوتر القوية متوفرة عادةً. كان عدد المستخدمين الرئيسيين هو جامعات المملكة المتحدة وبعض الوكالات الحكومية..
يُسمى الآن بمركز أطلس، وهي موطن مركز حاضنة الأعمال التابع لوكالة الفضاء الأوروبية (ESA) (ESA BIC) ، والتطبيقات الفضائية والاتصالات (ESA ESCAT) ومركز الوصول إلى تكنولوجيا الابتكارات في مجلس المرافق التكنولوجية (STFC) (I) -TAC).
من عام 1964 إلى عام 1971، كان المختبر يضم أكبر ثلاثة أمثلة من حاسوب فيرانتي أطلس 1 الذي تم شراؤه مقابل 2.5 مليون جنيه إسترليني، وبعد ذلك تم تسمية المختبر. لبعض الوقت، كان أسرع وأروع أجهزة الكمبيوتر المتاحة في جميع أنحاء العالم.

## روابط خارجية
- الحوسبة في مختبر هارويل 1961-2003
- Paper by Jack Howlett on the operation of the Lab
- Computer Animation Programme Antics: History - Atlas Laboratory 72-73 نسخة محفوظة 2 أبريل 2008 على موقع واي باك مشين.
- G-exec 1973, One of the first relational database management systems
- Welcome to the ESA Business Incubation Centre Harwell
- Welcome to ESA: ECSAT
- مجلس مرافق العلوم والتكنولوجيا
- مركز ابتكارات تكنولوجيا الوصول (I-TAC)